# 豪尔赫·佩雷斯·本托
豪尔赫·佩雷斯·本托（西班牙語：Jorge Pérez Vento，1947年9月28日—），古巴男子排球运动员。他曾代表古巴参加1972年和1976年夏季奥林匹克运动会排球比赛，其中1976年奥运会获得一枚铜牌。